# Abobo's Big Adventure
Abobo's Big Adventure (укр. Великі пригоди Абобо) — це безкоштовна пародійна флеш-гра. Натхненна різними відеоіграми, випущеними для Nintendo Entertainment System, гра розповідає про Абобо, головного героя франшизи Double Dragon, який подорожує світами кількох різних ігор, щоб врятувати свого сина. Написана засновником I-Mockery.com Роджером Барром, запрограмована Ніком Пасто (AKA: PestoForce), з художнім оформленням та анімацією від PoxPower, «Велика пригода Абобо» була випущена в січні 2012 року і отримала позитивні відгуки критиків.

## Ігровий процес та сюжет
Мета гравця в Abobo's Big Adventure — пройти різні рівні гри, використовуючи персонажа Абобо з Double Dragon. Сама гра розділена на різні під-ігри, які слідують одна за одною, кожна з яких є даниною поваги до певної гри: «Double Drabobo», «Super Mabobo», «Urban Chabobo», «Zeld Abobo», «Balloon Abobo», «Pro Wrabobo», «Mega Mabobo/Megabobo», «Contrabobo» та «Punch Abobo». Кожна гра використовує клавіші напрямку для керування рухом персонажа, тоді як клавіші «A» і «S» виконують функції, пов'язані з конкретною підгрою, наприклад, удари кулаками та ногами відповідно. Абобо має лічильник люті, який збільшується, коли він б'є ворогів, і зменшується, коли його б'ють; коли лічильник повністю заповнений, гравець може натиснути «A» і «S» разом, щоб виконати спеціальну атаку, яка знищує або сильно пошкоджує всіх ворогів на екрані. За винятком рівня «Проти Бобо», кожен рівень призначений лише для одного гравця.
Сюжет гри розгортається навколо сина Абобо, Абобоя, якого викрадають у початковій катсцені, що є відсиланням до відкриття Double Dragon. Рівні гри здебільшого лінійні, з кількома відсиланнями до інших ігор Nintendo Entertainment System з їхніми ворогами та макетами. Перед фінальним рівнем Абобо зустрічається з Джеромом «Доком» Луїсом із серії Punch-Out!!. Док виявляє, що справжній лиходій — його колишній учень, Малюк Мак, який збожеволів від влади після перемоги на чемпіонаті. Абобо перемагає Літтла Мака в боксерському поєдинку, обезголовлює його за допомогою Силової Рукавички і рятує Абобоя. Коли натовп вітає возз'єднану пару, вони несподівано вистрибують з рингу і починають графічно вбивати всіх, хто опиняється в межах досяжності. Події гри нарешті розкриваються уві сні Абобо, що є відсиланням до кінцівки Super Mario Bros 2.

## Розробка

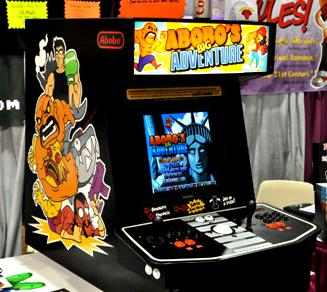
Керування аркадною шафою було спроектовано так, щоб воно нагадувало контролер NES, а трекбол виконував роль миші.

Розробку гри розпочав у 2002 році засновник I-Mockery Роджер Барр (Roger Barr), який хотів, щоб вона стала його першою повнометражною флеш-грою з улюбленим персонажем NES, Абобо. Працюючи з програмістом на прізвисько «Bane», вони створили кілька перших рівнів. Однак робота над грою затягнулася через різні побічні проекти, включаючи гру зі схожою концепцією під назвою «Domo-Kun's Angry Smashfest». Пізніше він повернувся до гри за допомогою розробників Ніка Пасто з PestoForce та «Pox» з The Pox Box, і після розробки сюжетної лінії вирішив розпочати проект з нуля у 2006 році через незадоволення ранніми роботами та відчуття, що оригінальне програмування занадто далеко відійшло від відчуття справжньої NES.
Під час розробки рівнів гравці грали в ігри NES і записували, яких персонажів і де вони хотіли б бачити. Замість того, щоб на кожному рівні була лише одна група ворогів з однієї гри, натомість вони виступали даниною системі в цілому і містили різноманітних ворогів. Під час розробки також робилися менші проекти, щоб підтримувати мотивацію та виконувати фінансові зобов'язання. До 2009 року перші три рівні гри були завершені і представлені на фестивалі Comic-Con у Сан-Дієго, в них можна було грати за допомогою контролера NES, як і передбачалося спочатку. Після того, як гру добре прийняли, вони відновили роботу, використовуючи відгуки з тесту для виправлення помилок і проблем, і в 2010 році представили гру на наступному Комік-Коні у вигляді безкоштовної аркадної гри, а художнє оформлення зробив Джефф Банделін з Newgrounds.
Хоча гра сильно затримувалася у 2011 році, вони мали намір випустити її наприкінці грудня. У вересні того ж року Барр взяв гру з собою в комедійний тур, в який він був запрошений разом з Кітом Апікарі, демонструючи її в різних ігрових автоматах та ігрових магазинах. Незабаром після цього з'явився офіційний трейлер, і у відповідь на численні пожертви, які вони отримали, вони почали роботу над меншою грою під назвою «Aboboy's Small Adventure» для всіх, хто пожертвував, хоча це і відсунуло дату виходу завершеного проекту ще на деякий час. 11 січня 2012 року гру було випущено на сайті Newgrounds.com з додатковим підручником, який пояснював, як грати в гру за допомогою контролера NES. Також була випущена версія гри, яку можна завантажити, а команда планує продовжувати демонструвати аркадну шафу на різних конвенціях.

## Оцінка
Гра була позитивно сприйнята одразу після релізу. Abobo's Big Adventure отримала нагороду «Гра року» за версією Newgrounds 2012. GameSpy високо оцінив їхню роботу, назвавши її «матір'ю всіх 8-бітних флеш-відеоігор», а мексиканський журнал Cine Premiere назвав її веселою і гарним способом пережити ностальгію за 8- і 16-бітними відеоіграми. GameZone описав її як «частково пародію і частково данину» NES, а також назвав її історію «не дешевою. Навпаки, вона дуже крута». Eurogamer.it назвав гру «серйозним претендентом на звання [Гра року] 2012» і «останньою даниною поваги NES», також охарактеризувавши її як добре зроблену і дуже складну. Адам Сміт з Rock, Paper, Shotgun заявив, що хоча поєднання різних стилів спрайтів може нагадувати різні веб-комікси, гра була створена з урахуванням оригінальних впливів, а не лише персонажів. Він також додав, що це «добре продумана серія крихітних ігор, які найчастіше досягають успіху в передачі задоволення від оригіналів». Wired назвав її «8-бітною пародією, зробленою правильно», також похваливши її за те, що вона відрізняється від подібних ігор, пропонуючи більше, ніж спрощену графіку та звуки, і що «безстрашність, з якою вона висміює цих вікових героїв, водночас зображає майже відчутну любов до них». Редактори 1UP.com Джеремі Періш і Боб Маккі також схвально відгукнулися про гру, причому Періш поставив під сумнів, чи не розмиває вона межу між «пародією і присвоєнням […] можна стверджувати, що це дадаїстський вираз», тоді як Маккі стверджував, що він все ще відчуває, що це пародія, але що елементи керування для кожного аспекту гри були відтворені «в точності». GameSpot похвалив гру, сказавши: «Це витвір любові, який переповнений приголомшливою кількістю бездоганних відсилань до ігор NES. Вона не просто дублює спрайти, оточення та музику багатьох ігор NES, вона також передає простий, але складний геймплей ігор, які вона імітує». Йошіхіса Кішімото, творець Double Dragon, заявив в інтерв'ю Polygon, що він підтримував і любив гру.